# Axel Lagerwall
Axel Julius Lagerwall, född 2 augusti 1870 i Stockholm, död 21 juli 1920 i Göteborg, var en svensk filosof och skolman.

## Biografi
Lagerwall blev filosofie doktor i Göteborg 1904, rektor vid Lysekils samskola 1905 och Göteborgs stads folkskolinspektör 1913. Som filosof var han lärjunge till Erik Olof Burman, Vitalis Norström och Heinrich Rickert. 
Lagerwall grundade sin syn på en fichteansk värdefilosofi. Som pedagog var han inriktad på Georg Kerschensteiners arbetsskoleprogram, som han tillämpade på ett stälvständigt vis vid Göteborgs högre folkskolor och yrkesinriktade fortsättningsskolor.
Lagerwall är begravd på Östra kyrkogården, Göteborg.